# Grb Sjeverne Makedonije
Grb Sjeverne Makedonije je stari grb Socijalističke Republike Makedonije koji je neznatno promijenjen krajem 2009. godine, uklanjanjem crvene petokrake zvijezde.
Unutar grba se nalazi voda, koja predstavlja Ohridsko jezero, planina, koja predstavlja planine Makedonije, te sunce, kao nacionalni simbol Makedonije sa svojim zrakama. Okružen je vijencem koji se sastoji od zlatnih plodova maka, listova duhana i pšeničnog klasja, u dnu kojega je crvena vrpca s bijelim vezom.
Grb je 16. studenog 2009. izmijenjen na način da je uklonjena crvena zvijezda.
- Grb Narodne Republike Makedonije (27. srpnja 1946 do 31. prosinca 1946.), koristio se na tiskanicama do 1948.
- Inačica koju je koristio bivši predsjednik Republike Crvenkovski, te Ministarstvo ekonomije
- Inačica koju podupire Makedonsko heraldičko društvo, pohranjena u Svjetskoj organizaciji intelektualnoga vlasništva od 1967.

## Povijesni makedonski grbovi
- Grb Makedonije - 1340.[1][2]
- Grb Makedonije - 17. stoljeće
- Grb Makedonije - 1595.
- Grb Makedonije - 1614.
- Grb Makedonije - 1694.
- Grb Makedonije - 1741.
- Grb Makedonije - 1620.
- Stliziran makedonski grb iz 1620.

## Vanjske povezice
- Makedonsko grboslovno društvo
- Grbovi Makedonije